# Highland Lake (Alabama)
Highland Lake é uma cidade  localizada no estado americano do Alabama, no Condado de Blount.

## Demografia
Segundo o censo americano de 2000, a sua população era de 408 habitantes.
Em 2006, foi estimada uma população de 485, um aumento de 77 (18.9%).

## Geografia
De acordo com o United States Census Bureau, a localidade tem uma área de 5,1 km², dos quais 4,2 km² cobertos por terra e 0,9 km² cobertos por água.

## Localidades na vizinhança
O diagrama seguinte representa as localidades num raio de 24 km ao redor de Highland Lake.